# Marlène Blin
Pour les articles homonymes, voir Blin.
Marlène Blin, née en 1975 et originaire du Val-de-Marne, est une journaliste française de télévision, ancienne élève de l'École supérieure de journalisme de Lille (73e promotion). Elle travaille sur France 3 notamment sur l'antenne nationale comme joker d'Audrey Pulvar au 19/20 de 2006 à 2009 puis de Stéphane Lippert au 12/13 à partir de 2009.

## Biographie

### Formation
Marlène Blin intègre l'Institut d'études politiques de Paris après l'obtention d'un bac B (option économie) en 1993, elle parle anglais et allemand  puis entre à l'ESJ de Lille.

### Carrière de journaliste
Pendant quelques années, Marlène Blin est présentatrice et reporter à RFO Saint-Pierre-et-Miquelon.
Puis elle rentre en France métropolitaine où elle est appelée à présenter le 12/13, le rendez-vous de la mi-journée, puis le 19/20, le journal du soir, sur France 3 Limousin.
De juillet 2006 à août 2009, elle devient le joker d'Audrey Pulvar sur France 3 pour présenter le 19/20 national de la semaine.
À partir de janvier 2009, elle présente le 19/20 sur France 3 Paris Île-de-France Centre.
D'octobre 2009 à août 2010, elle présente le 12/13 national en joker de Stéphane Lippert,.